# Марокканська мечеть
Марокканська мечеть або Мечеть Марокейні (араб. المسجد المغربي) — мечеть у столиці Мавританії, місті Нуакшот.

## Історія
Побудована наприкінці 1970-х за кошти, виділені королем Марокко Хасаном II.
У 2008 за наказом мера Нуакшота Ахмеда Ульдома Хамзи всі комерційні будівлі, що знаходилися поряд з мечеттю, знесені.

## Опис
Розташована на півдні центральної частини Нуакшота, в місці злиття чотирьох районів, а саме: Сабха, Порта, Тигре Зейна і Луксор, на південь від мечеті Ульд Аббас, недалеко від Марокканського ринку, поряд з Марокканським культурним центром. Складається з головної молитовної зали, яка займає більшу частину мечеті, кафедри та круглої зали. Прикрашена різьбленням, мозаїкою та мармуром у мавританському архітектурному стилі.